# Ronald Binge
Ronald Binge (født 15. juli 1910 i Derby død 6. september 1979 i Ringwood, England) var en engelsk komponist, arrangør, organist og pianist.
Binge sang som dreng kor i Saint Andrews Church i Derby, og studerede senere orgel , klaver og harmonika på Derby School of Music. Herefter ernærede han sig som organist i forskellige biografer, indtil han blev erhvervet af den italienske orkesterleder Annunzio Paolo "Mantovani", til at arrangere forskellige af hans numre til sit orkester. Binge slog senere over i at komponere musik, specielt let og lødigt klassisk musik, til film og underholdnings brug. Han blev en mere seriøs komponist med tiden og har senere skrevet en symfoni, orkesterværker, en saxofonkoncert, musik for brassband, klaverstykker, rapsodier, overture etc. Binge skrev også musik til biblioteksbrug, og til radioudsendelser. Han komponerede i en let tilgængelig klassisk/romantisk stil.

## Udvalgte værker
- Lørdags Symfoni (1966-1968) - for orkester
- Saxofonkoncert (1956) - for saxofon og orkester
- Sejler forbi (1963) - for orkester
- Elizabetiansk Serenade (1952) - for orkester
- Vandmøllen (1958) - for obo og strygeorkester
- Ild spyttende (1940) - for orkester